# Милуз
Милуз (фр. Mulhouse, алзашки- Milhüsa) град је у источној Француској. Налази се у регији Алзас и департману Горња Рајна. Има 110.359 становника (1999). Град се налази на стратешком месту близу саме тромеђе Француске, Немачке и Швајцарске.

## Историја
Први записи о Милузу су из 12. века. Био је тада део грофовије Сундгау у Светом римском царству. Од 1354. до 1515. Милуз је део декапола, савеза слободних царских градова у Алзасу. Придружио се 1515. Швајцарској конфедерацији као придружени члан. Цела грофовија Судгау сем Милуза је Вестфалским миром 1648. постала део Француске. Разматрало се да буде слободна република придружена Швајцарској конфедерацији. Француска је током Директоријума 4. јануара 1798. анектирала Милуз.
Након Француско-пруског рата и уједињења Немачке Немачка је анектирала Милуз као део територије Алзас-Лорена (1870—1918). Град је заузела француска војска 8. августа 1914. на почетку Првог светског рата. Два дана касније после битке код Милуза град је поново био у немачком поседу. Алзас и Лорена, укључујући и Милуз враћени су Француској 1918. Нацистичка Немачка је 1940. окупирала Француску, а 1945. град је ослобођен.
Развој града је најпре стимулисала текстилна индустрија, бојање, па онда хемијска и машинска индустрија од 18 века. Милуз је имао добре везе са Луизијаном, одакле је увозио памук.

## Демографија
| 1962.   | 1968.   | 1975.   | 1982.   | 1990.   | 1999.   | 2006.   | 2011.   |
| ------- | ------- | ------- | ------- | ------- | ------- | ------- | ------- |
| 108.995 | 116.336 | 117.013 | 112.157 | 108.357 | 110.141 | 110.514 | 110.351 |

## Четврти
Кроз Милуз пролазе две реке Долер и Ил, које су притоке Рајне.
Средњовековни Милуз се састојао од горњег и доњег града.
- Доњи град је био четврт трговаца и занатлија. Развио се око трга уједињења. Сада је то подручје за пешаке
- Горњи град се развио од 18. века. Пре је ту било неколико манастирских редова, и то фрањевци, августинци и малтешки витезови
- Нови град је најбољи пример урбаног планирања, а грађен је од 1826. након уклањања градских зидина. У тој четврти су живеле богате фамилије и власници локалне индустрије
- Реберг дистрикт се састојао од великих кућа, које су настале по узору на велепоседничке куће са колонадама у Луизијани. Куће су изграђене на терасама, где су пре тога били виногради.

## Знаменитости
- већница из 16. века. Изграђена је 1553 у рајнском ренесансном стилу. Монтањ је описао већницу као прекрасну палату сву позлаћену. Позната је по својим сликама алегорија
- радничка четврт из 19. века, која је била инспирисана дистриктима у Манчестеру
- музеј аутомобилске индустрије Милуза
- француски национални железнички музеј
- електрополис
- музеј штампаног текстила
- ботаничка башта и зоо-врт

## Економска активност
- аутомобилска индустрија Пежо са 12580 запослених у Милузу
- хемијска индустрија
- електроника
- машинска индустрија

## Партнерски градови
- Волсол
- Антверпен
- Касел
- Бергамо
- Милвоки
- Кемниц
- Гиватаим
- Темишвар
- Архангељск
- El Khroub
- Sofara